# Erik Larson
Erik Larson (Brooklyn, New York, 3 gennaio 1954) è uno scrittore statunitense.
È autore di vari libri di ambientazione storica, bestseller come Il giardino delle bestie - Berlino 1934, pubblicato nel 2011, sulla figura dell'ambasciatore USA a Berlino William Dodd e dei familiari che lo accompagnarono nella trasferta nella Germania nazista.

## Biografia
Cresciuto a Freeport (New York), ha vissuto in diverse località USA, fra le quali Bristol (Pennsylvania), Filadelfia, San Francisco (in due epoche diverse), Baltimora (anche in questo caso in due epoche differenti) e, infine, Seattle.
Ha studiato storia della Russia alla Università della Pennsylvania diplomandosi con summa cum laude nel 1976. Successivamente ha studiato giornalismo alla Columbia University, laureandosi nel 1978.
Larson si è interessato alla letteratura non-fiction frequentando seminari specifici riguardo a questa branca della scrittura alla San Francisco State University, alla Johns Hopkins University e alla Università dell'Oregon. Ha tenuto sull'argomento conferenze da un lato all'altro degli USA.
Il suo primo impiego come giornalista lo ha visto impegnato in un giornale di provincia, il The Bucks County Courier Times di Levittown (Pennsylvania), dove si è occupato di cronaca nera. Dopo di allora ha collaborato - e in taluni casi continua a collaborare - con The Wall Street Journal e Time magazine. Alcune sue storie sono state pubblicate anche sul The New Yorker, The Atlantic Monthly, Harper's e su altre pubblicazioni.
Il primo libro, The Naked Consumer: How Our Private Lives Become Public Commodities (1992), esamina la società consumista. Lethal Passage: The Story of a Gun, del 1995, indaga la passione delle armi come fenomeno culturale americano per eccellenza, la legislazione USA vigente, la sua persistente retorica e la costante presenza nel dibattito politico e nel costume.
Autore di saggi di ambientazione storica, ha scritto Isaac's Storm (1999), incentrato sull'esperienza di Isaac Cline durante l'uragano che colpì catastroficamente la città di Galveston nel 1900. In The Devil in the White City: Murder, Magic and Madness at the Fair That Changed America (2003), vincitore l'anno successivo dell'Edgar Award nella categoria Best Fact Crime e nominato per il National Book Award per la saggistica, siamo all'Expo colombiana del 1893 a Chicago, dove avvengono una serie di omicidi compiuti un serial killer, H. H. Holmes. È autore anche di Thunderstruck (2006), sulla figura di Hawley Harvey Crippen. 
Nella primavera 2024 esce il suo nuovo libro, The Demon of Unrest, che racconta i cinque mesi tra il 1860 e 1861 che precedettero lo scoppio della Guerra Civile Americana. Rievocando il convulso clima politico-sociale degli USA, che vide succedersi le secessioni degli stati del Sud subito dopo l'elezione di Abraham Lincoln, Larson introduce il lettore, attraverso lettere e diari di personaggi oggi dimenticati, all'inquieta atmosfera dell'epoca, alle profonde tensioni tra Nord e Sud. Punto di osservazione dello scatenamento di queste forze è Fort Sumter, una fortezza situata vicino a Charleston, in South Carolina. L'assedio della guarnigione unionista da parte delle truppe confederate secessioniste, con intensi cannoneggiamenti, non produrrà vittime, ma fu la scintilla per la conflagrazione del conflitto.
Vive a Seattle con la moglie e i tre figli, oltre che con diversi animali domestici.

## Opere
- The Naked Consumer: How Our Private Lives Become Public Commodities (1992)
- Lethal Passage: How the Travels of a Single Handgun Expose the Roots of America's Gun Crisis (1994)
- Il tifone di Galveston. Il più terribile uragano della storia (Isaac's Storm: A Man, a Time, and the Deadliest Hurricane in History, 1999), traduzione di Marco Papi, Collezione Memorie, documenti, biografie, Milano, Garzanti, 2001, ISBN 978-88-117-3887-9.
- La Città Bianca e il diavolo (The Devil in the White City: Murder, Magic and Madness at the Fair That Changed America) - Collana Bloom n.108, Vicenza, Neri Pozza, 2016, ISBN 978-88-545-0588-9.
- Guglielmo Marconi e l'omicidio di Cora Crippen (Thunderstruck, 2006), traduzione di Marco Lunari, Collana Bloom n.80, Vicenza, Neri Pozza, 2014.
- Il giardino delle bestie - Berlino 1934 (In The Garden of Beasts: Love, Terror, and An American Family in Hitler's Berlin, 2011), traduzione di Raffaella Vitangeli, Collana Bloom n.52, Vicenza, Neri Pozza, 2012, ISBN 978-88-545-0574-2.
- Scia di morte. L'ultimo viaggio della Lusitania (Dead Wake: The Last Crossing of the Lusitania, 2015), traduzione di Laura Prandino, Collana Bloom n.96, Vicenza, Neri Pozza, 2015, ISBN 978-88-545-0817-0.
- Splendore e viltà (The Splendid and the Vile. A Saga of Churchill, Family, and Defiance During the Blitz, 2020), traduzione di Raffaella Vitangeli, Collana Bloom n.185, Vicenza, Neri Pozza, 2020, ISBN 978-88-545-1700-4.
- Il demone dell'inquietudine. L'alba della Guerra civile americana (The Demon of Unrest: A Saga of Hubris, Heartbreak, and Heroism at the Dawn of the Civil War, 2024), traduzione di Laura Prandino, Collana Bloom n.304, Vicenza, Neri Pozza, 2025, ISBN 978-88-545-3116-1.